# Þursabit
Þursabit ist das  zweite Album der isländischen Progressive-Rock-Band Þursaflokkurinn, welche dieses Album im Frühjahr des Jahres 1979 aufgenommen und am 15. Juni 1979 veröffentlicht hat. Auch Þursabit (oder Thursabit, wie es manchmal dem isländischen Wortlaut nach vereinfacht geschrieben wird) erreichte wie sein Vorgänger ebenfalls großen Erfolg in Island und brachte der Band einen Auftritt im isländischen Fernsehen und eine Tour durch die skandinavischen Staaten bis hin nach Schleswig-Holstein und die Benelux-Staaten.

## Überblick
Beim Zweitwerk der Band spielen die sechs Musiker bereits  überwiegend Progressive Rock und Jazz Rock. Durch Karl Sighvattsons Hammondorgel ist die Musik allerdings vielfältiger und geht größtenteils in Richtung des melodischen Rocks. Lediglich in der ersten Albumhälfte findet sich typische Rockmusik als „Kontrastprogramm“, die dafür aber um einiges härter als auf dem Vorgängeralbum ist.
Hauptteil des Albums sind die letzten vier Stücke, die teilweise nahtlos ineinander überleiten und auch wegen der verträumten Stimmung wie eine Suite wirken. Besonders interessant ist darin das verspielte Bannfæring und die weiten Klangflächen des ersten Teils von Sjö sinnum....
Vom Live-Publikum gerne gehört ist immer wieder das an Marschlieder erinnernde Brúðkaupsvísur, das bis auf den isländischen Gesang auch von der holländischen Rockgruppe Focus stammen könnte.

## Wiederveröffentlichungen
Die 1979 erschienene LP wurde Anfang der 1990er Jahre auch als CD herausgebracht und befindet sich ebenfalls in der 2008 erschienenen Jubiläums-Box Þursar.

## Die Trackliste
1. Sigtryggur vann...
2. Brúðkaupssálmur
3. Brúðkaupsvísur
4. XXX
5. Æri-Tobbi
6. Frá Vesturheimi
7. Gamall Skriftagangur
8. Bannfæring
9. Sjö sinnum...
10. Tóbaksvísur